# 赫拉克勒斯神庙
赫拉克勒斯神庙是一座古希腊多立克式神庙，位于意大利西西里岛阿格里真托的神殿之谷。 它在著名的协和神庙西边1公里处。
这座神庙采用古老的多立克式风格，位于奥雷亚别墅附近的山坡上，这座山坡也被称为神庙山丘。赫拉克勒斯神庙这个名称是现代人给出的，研究人员基于西塞罗提到的一座献给英雄的神庙“离集市不远(Verrine II 4.94)，里面有一尊著名的赫拉克勒斯雕像”得出了神庙名字的结论。古希腊时期阿克拉加斯的集市是否就在这个区域尚未得到证实，但这一名称已被人们普遍接受。 

## 历史
根据传统的神庙年代学，基于神庙的长宽比例、列数、柱列形制和柱头样式，人们将其认定为最古老的希腊阿格里真托式神庙，它的建造时间可以追溯到公元前6世纪末。 然而，一些学者认为这座神庙可能与塞隆(阿克拉加斯的暴君，公元前488-473年)有关，在塞隆掌权后，他在建筑形制上做了一系列的创新， 在这种结论下，赫拉克勒斯神庙可以和波利艾努斯记录的塞隆时期修建的雅典娜神庙有所联系。
神庙柱顶有两种不同的花边，一种装饰有沟槽(被认为是公元前460年制造的)，另外一种装饰有狮头(被认为是公元前五世纪中叶完成的)。其中第一种的保存状况没有第二种好，这两种不同的花边给神庙的断代带来了新的问题。有一种推测认为第一种花边才是神庙原本的花边，后来由于未知原因在几十年后被换成了第二种。神庙的地基建造时间可以追溯到希梅拉战役(公元前480年)之前，地基的建造时间可能需要十年或更长。
罗马帝国时期对神庙进行了一些修复。 它的内殿被分成三部分，这表明此时内殿可能会同时对多个神灵进行供奉仪式。如果神庙到4世纪和5世纪仍在使用，那它应该在罗马帝国对异教徒的迫害期间被迫关闭。
20世纪，学者们重建了神庙东南侧的九根柱子，并修复了部分柱顶结构和柱头，如今在神庙废墟上看到的就是这九根柱子。

## 建筑描述

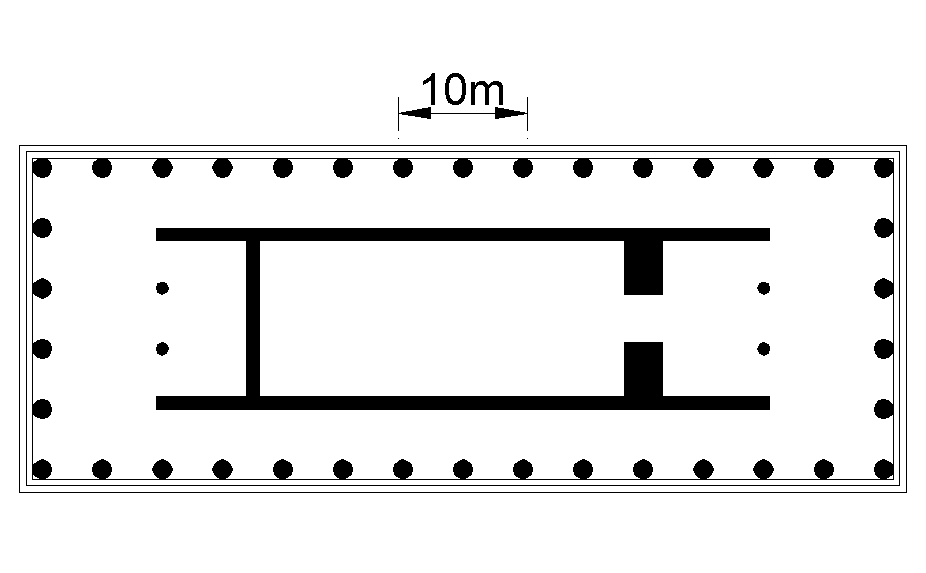
神庙平面图

赫拉克勒斯神庙建在三级的梯形基座上，该台阶竖立在北侧和西侧的子结构顶部(这种结构往往是为了消除崎岖地势的影响）。它是一座细长的六柱围柱子式神庙(长67米，宽25.34米），正面有六根柱子，两侧有十五根柱子。在它四边拱廊的内部是一个长长的内殿，被前殿、后殿和它们的壁角柱围起来，内殿的遗迹似乎表明这座建筑是被地震摧毁的。
在神庙的遗迹中，可以在前殿和内殿之间的墙壁上看到用于检查屋顶的内部楼梯，这种楼梯是阿格里真托神庙具有的典型特征。神庙高大的柱子顶部是宽大的柱头，柱子和钟型圆饰之间有一道深沟，同时神庙内殿格外的细长冰河周围的柱子拉开了一定距离，这些特征表明该神庙可能更为古老(比阿格里真托的其他六柱式神庙早了至少三十年)。神庙东侧是神庙大祭坛的遗迹。

## 其他相关
- 古希腊神庙列表